# Medina (Saoedi-Arabië)
Medina (Arabisch: المدينة المنورة, al Madīnah al Munawwarah, de Lichtende Stad) is een stad in het westen van Saoedi-Arabië, 320 kilometer ten noorden van Mekka. De stad had in 2014 1.800.000 inwoners. De inwoners van Medina worden Medinezen genoemd, het bijvoeglijk naamwoord van Medina is 'Medinees'. In pre-islamitische tijden werd de stad Yathrib genoemd. 'Medina' betekent 'stad' in het Arabisch. Veel Arabische steden kennen een oud stadsdeel, vaak omringd door muren, dat de medina genoemd wordt.
Mohammed, door moslims beschouwd als profeet en boodschapper van God, heeft tien jaar in Medina gewoond en is er gestorven. 

## Geschiedenis
Voor de komst van Mohammed woonden er twee Arabische stammen, te weten Aws en Khazraj, en drie Joodse, te weten Banu Qurayza, Banu al-Nadir en Banu Qaynuqa. Door Mohammeds komst kwamen er drie moslimgroepen bij, de Ansaar, de Muhajirun en de Munafiqun, de Huichelaars, zij die zich niet openlijk tegen Mohammed keerden, maar ook geenszins van plan waren hem openlijk te steunen. In de stad was behoefte aan een bemiddelaar tussen Arabische stammen, joden en christenen. Er werd in het geheim met de stammen Aws en Khazraj een verdrag gesloten, waarin werd vastgelegd dat Mohammed de politieke aangelegenheden van de stad zou beslechten en zijn geloof mocht prediken.
In 622 vertrok Mohammed uit Mekka (de hidjra, het begin van de islamitische jaartelling) en vestigde hij zich met de emigranten uit Mekka in Yathrib. Yathrib werd door zijn joodse inwoners aangeduid met de Aramese naam Medinta ("stad") en volgens sommigen werd dit door Mohammed veranderd in Medina, waar andere bronnen zeggen dat de naam Madinat un-Nabi (de stad van de Profeet) werd, waarvan pas later de internationaal bekende naam Medina is afgeleid.
Onder de eerste opvolgers van Mohammed bleef Medina het centrum van het groeiende islamitische rijk. Ali verliet Medina in 656. Moe'awija I, stichter van de Omajjaden-dynastie, verschoof het politieke centrum naar Damascus in Syrië. In religieus opzicht heeft Medina zijn belang nooit verloren. Door de eeuwen heen brachten vele moslims een bezoek aan de stad, met name vlak voor of vlak na de hadj.
Het is de tweede heilige stad van de islam. De heiligste stad is Mekka, waar de Ka'aba zich bevindt. Jeruzalem is de derde heilige stad van de islam, gevolgd door Damascus. In Medina bevindt zich de Moskee van de Profeet, waar volgens de overlevering Mohammed begraven ligt. Langs de Moskee van de Profeet is Jannatul Baqi gelegen, de bekendste islamitische begraafplaats. Op deze begraafplaats liggen veel familieleden en metgezellen van Mohammed, maar ook de islamitische geleerde Malik ibn Anas. Ibn Anas was de centrale figuur in de rechtsschool van Medina. Aanhangers van deze school werden ook wel ahl al-Madina (Mensen van Medina) genoemd, maar op den duur werd malikieten hun benaming. Niet-moslims zijn in het centrale gedeelte van Medina niet welkom, maar bepaalde buitenwijken en de luchthaven zijn voor hen wel toegankelijk.

## Pelgrims
In Medina is ook de Islamitische universiteit van Medina gevestigd. Deze universiteit wordt door studenten van verschillende afkomst bezocht. De stad wordt door veel pelgrims bezocht voordat zij de hadj, de bedevaart, doen. Jaarlijks komen er ook duizenden moslims uit Nederland en België.

## Geboren
- Aminah bint Wahab (549–577), Mohammeds moeder
- Omar II (682/683720), de achtste kalief uit het geslacht der Omajjaden
- Jafer Sadiq (702–765), afstammeling van de islamitische profeet Mohammed en Ali ibn Aboe Talib
- Ibn Ishaq (704–767/770), moslim historicus
- Malik ibn Anas (711–795), een van de belangrijkste imams van de soennitische islam
- Al-Hadi il-al-Haqq Yahya bin Husayn (859–911), in de periode 898-911 de heersende imam van noordelijk Jemen
- Jamal Khashoggi (1958-2018), journalist
- Salman Al-Faraj (1989), voetballer

## Galerij

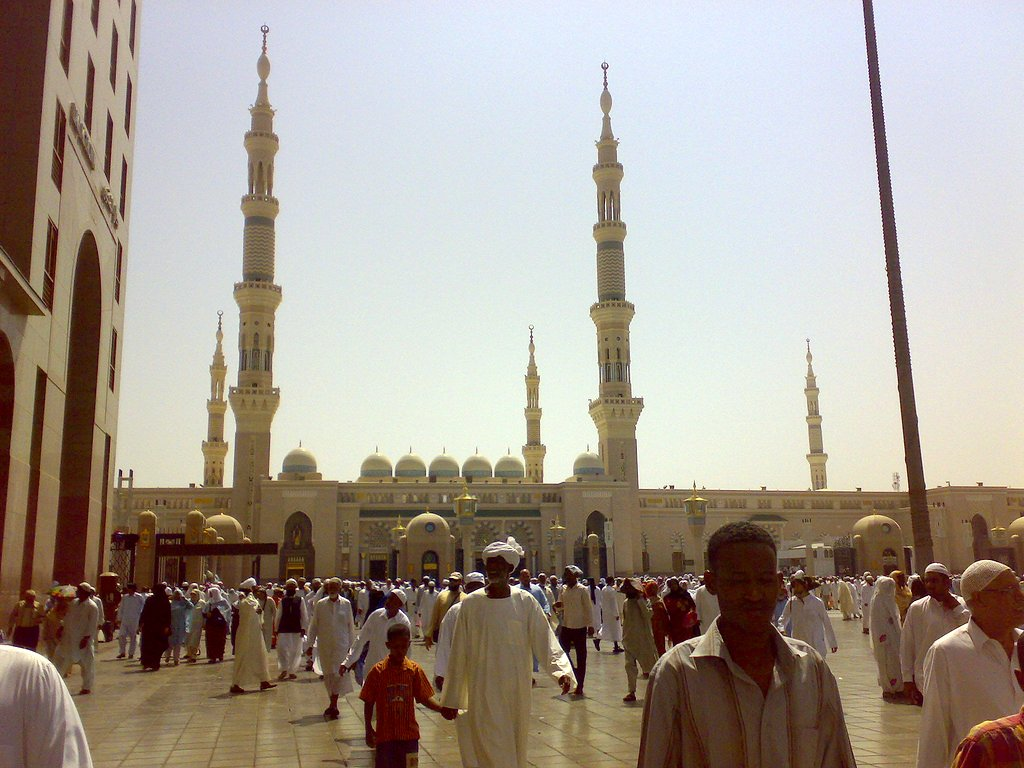
Moskee van de Profeet
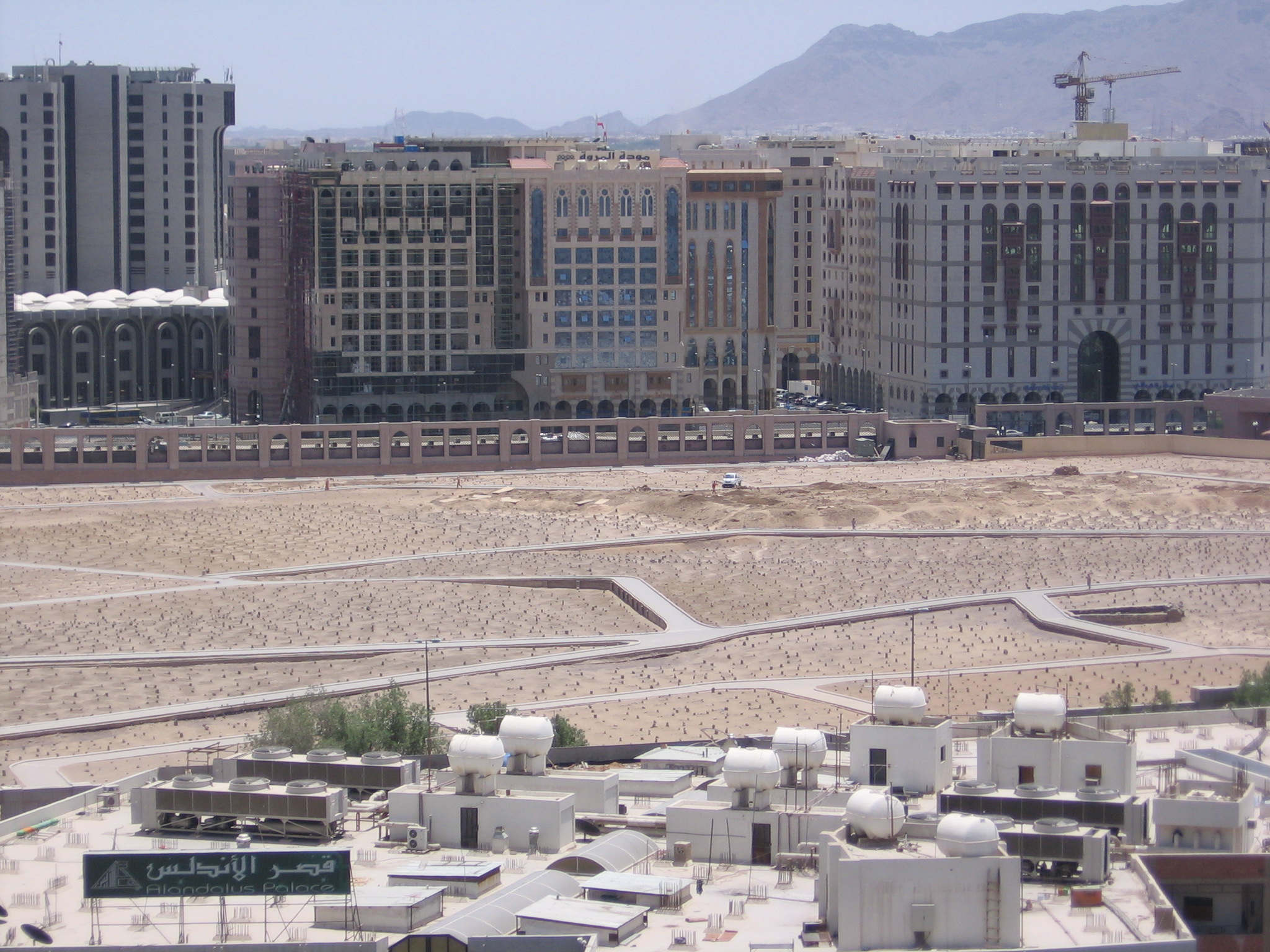
Jannatul Baqi
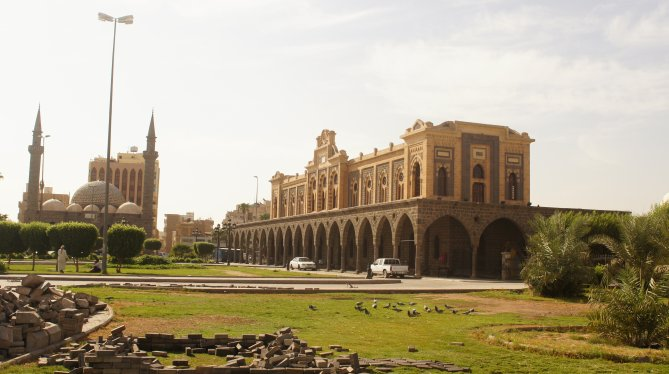
Voormalige eindstation van de Hidjazspoorlijn